# Panopa
Panopa – rodzaj jaszczurek z podrodziny Mabuyinae w rodzinie scynkowatych (Scincidae).

## Zasięg występowania
Rodzaj obejmuje gatunki występujące w Brazylii i Wenezueli. 

## Systematyka

### Etymologia
Panopa (rodz. żeński): gr. πας pas, παςα pasa, παν pan „wszystko, całość”; λοπας lopas, λοπαδος lopados „płaski półmisek lub talerz”.

### Podział systematyczny
Do rodzaju należą następujące gatunki: 
- Panopa carvalhoi
- Panopa croizati